# 즈이케이 슈호

즈이케이 슈호(瑞渓周鳳, ずいけいしゅうほう, 메이토쿠 2년/겐추 8년 12월 8일(1392년 1월 2일) - 분메이 5년 5월 8일(1473년 6월 3일))는 일본 무로마치 시대 중기의 임제종 무소파(夢窓派)의 승려이다. 이즈미 국 사카이 출신으로 속성(俗姓)은 오토모 씨(大伴氏). 슈호(周鳳)는 휘이고 즈이케이(瑞渓)는 자(字)이다. 와운산인(臥雲山人)이라고도 불린다. 시호는 흥종명교선사(興宗明教禅師)로 분메이 14년(1482년) 칙명에 따라 추시되었다.

## 생애
10살 때 오에이의 난으로 아버지를 잃어, 오에이(應永) 11년(1404년)에 교토 쇼코쿠지(相國寺)의 무큐 슈신(無求周伸)을 의지하고 상경하여 오에이 13년(1406년)에 무큐를 스승으로 출가했다. 오에이 20년(1413년)에 스승의 죽음으로 그 법을 계승하고 이어 겐츄 슈가쿠(厳中周噩) 등의 문하에서 수행했다.
기케이 신즈이(季瓊真蘂)의 천거로 6대 쇼군 아시카가 요시노리를 배알하고 그 문필을 높이 산 쇼군 요시노리에 의해 에이쿄(永享) 8년(1436년)에 야마시로 국 교토쿠지(景徳寺)의 주지로 임명된다. 이듬해 십찰(十刹)의 하나인 등지사(等持寺)의 주지가 되었고, 에이쿄 11년(1439년)에 발생한 에이쿄의 난 이후의 처리를 위해 요시노리의 명을 받아 관동에 하향하고 있다. 에이쿄 12년(1440년)에 그가 처음 출가했던 쇼코쿠지 제50세 주지가 되었고, 분안(文安) 3년(1446년) 10월에 쇼코쿠지 로쿠온인(鹿苑院)의 원주 겸 승록(僧録)에 임명된 후 고쇼(康正) 2년(1456년)와 오닌(應仁) 원년(1467년)에 재임되어 사망할 때까지 통산 3번 이 직책을 맡았다. 이어 8대 쇼군 아시카가 요시마사에게 중용되어, 문필의 재능을 살려 무로마치 막부의 외교 문서의 작성을 맡았다.
외교사 서적인 《선린국보기》(善隣國寶記)를 편찬하였으며, 와운일건록(臥雲日件錄)이라는 일기를 남겼다. 이 일기에서 즈이케이 슈호는 히노 도미코와 함께 쇼군 요시마사의 측실이었던 이마마이노 쓰보네(今参局), 구게(公家) 가라스마루 스케토(烏丸資任), 무장 아리마 모치이에(有馬持家, 아들인 모토이에元家라고도)을 비난하고 있다.